# Erato e Apòllìon
Èrato e Apòllion è la terza raccolta di poesie del poeta Salvatore Quasimodo.
Come spiega Sergio Solmi nella prima introduzione del 1936, rappresenta un tentativo di ritrovare le origini "edeniche" dell'uomo nella propria terra, e al tempo stesso una maggiore consapevolezza poetica e simbolica del valore della parola nella sua musicalità. A quest'opera seguirà infatti a breve, nel 1940, la traduzione dei Lirici greci.
Si tratta anche di un'antologia di alcune liriche di Acque e terre, in cui i temi centrali sono quelli dell'acqua e della terra della Sicilia, e il solitario distacco, simile all'esilio, legato alla sua lontananza da essa.